# Xã Foster, Quận Faribault, Minnesota
Xã Foster (tiếng Anh: Foster Township) là một xã thuộc quận Faribault, tiểu bang Minnesota, Hoa Kỳ. Năm 2010, dân số của xã này là 239 người.